# Sourire de Glasgow

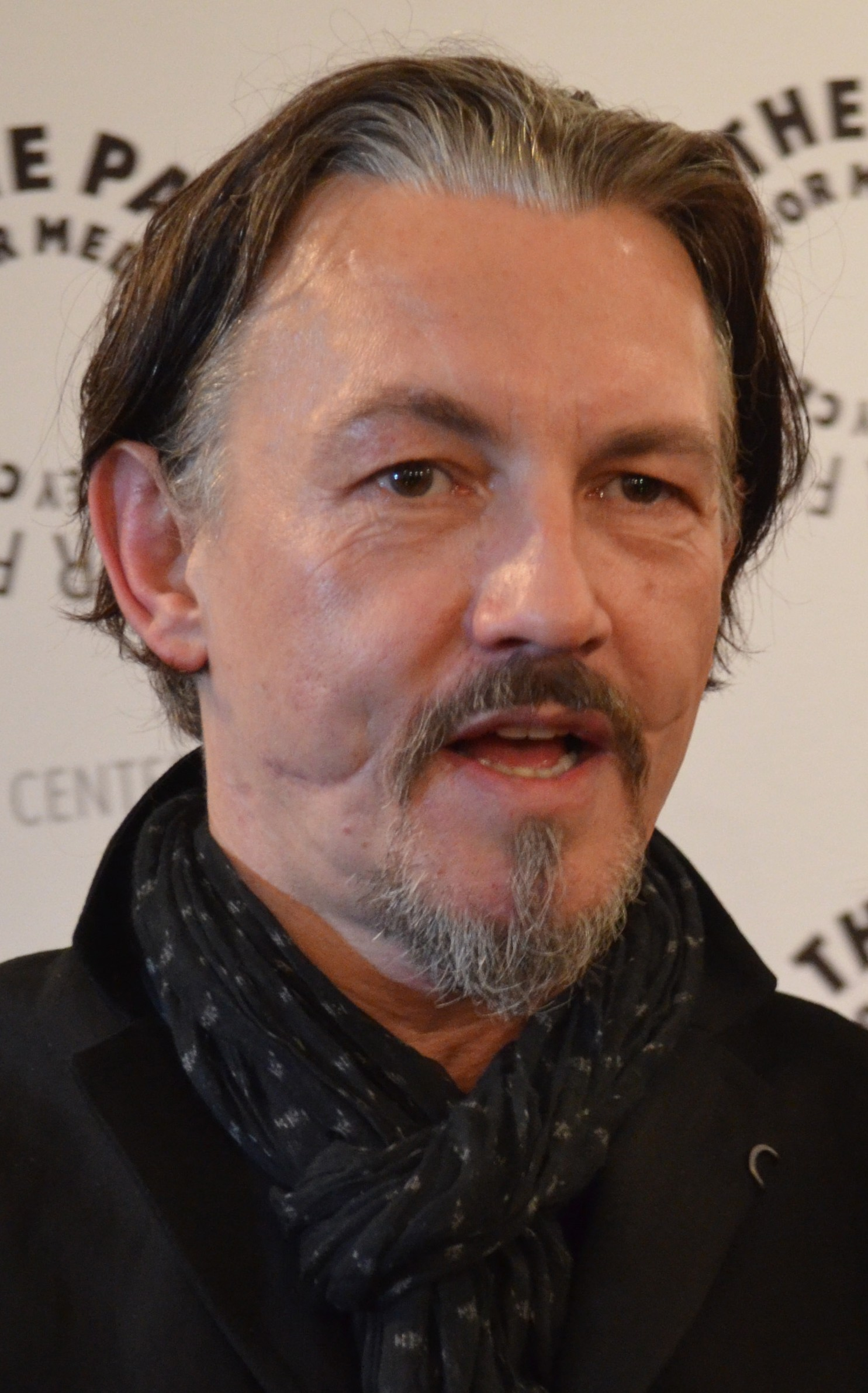
L'acteur Tommy Flanagan porte le sourire de Glasgow à la suite d'une attaque à la sortie d'un bar en Écosse.

Le sourire de Glasgow (aussi appelé sourire de Chelsea, sourire de Cheshire ou parfois sourire de l'ange) est une cicatrice causée par l'élargissement au couteau de la bouche de la victime jusqu'aux oreilles, ce qui laisse une cicatrice en forme de sourire,,.
La pratique est réputée provenir de Glasgow, en Écosse dans les années 1920 et 1930, mais elle s'est répandue avec les gangs de rue de Londres (en particulier parmi les Chelsea Headhunters où elle est appelée sourire de Chelsea).

## Dans la culture
Kuchisake-onna (litt. « femme à la bouche fendue ») est, dans la mythologie japonaise, l'esprit vengeur d'une femme défigurée de la sorte par son mari..

### Littérature
Dans L'Homme qui rit de Victor Hugo, paru en 1869, le personnage principal possède un sourire permanent dû à une mutilation.
Dans le tome 6 du manga Peleliu: Guernica of Paradise (en), on voit un soldat américain effectuer un sourire de l'ange à un soldat japonais avec un couteau Ka-Bar afin de lui prendre une dent en or.

### Cinéma
Dans le film japonais Ichi the Killer (2001), le Yakuza Kakihara a un sourire de Glasgow.
Le Joker de The Dark Knight : Le Chevalier noir (2008) possède de larges cicatrices suggérant un sourire, et raconte toujours une histoire différente pour expliquer leur provenance.
Dans Joker : Folie à deux (2024), le meurtrier d'Arthur Fleck se taillade un sourire de Glasgow après l'avoir poignardé.

### Télévision
Dans la série Nip/Tuck (2005), le personnage du Découpeur taillade les bouches de ses victimes.